# Imre Hermann
Imre Hermann (geboren 3. November 1889 in Budapest, Österreich-Ungarn; gestorben 22. Februar 1984 in Budapest) war ein ungarischer Psychoanalytiker.

## Leben
Imre Hermanns Familie übersiedelte 1892 nach Zagreb, kehrte aber schon 1895 nach Budapest zurück. Hermann beschäftigte sich als Schüler mit der Mathematik und studierte Medizin und Psychologie an der Universität Budapest. Er arbeitete im psychologischen Labor von Géza Révész und veröffentlichte 1911 seine erste Arbeit. Er kam bei Sandor Ferenczi in Kontakt mit der freudschen Psychoanalyse. 1913 wurde er in Medizin promoviert. Hermann war vier Jahre lang Soldat im Ersten Weltkrieg. In der Zeit der Räterepublik war er Assistent bei Révész. Nach der Niederschlagung der Räterepublik erhielt er keine Stelle an einem öffentlichen Institut und er arbeitete fortan in seiner ärztlichen und psychoanalytischen Praxis.
Er wurde in die Internationale Psychoanalytische Vereinigung aufgenommen. Seine Lehranalyse  erhielt er bei Erzsébet Révész, der ersten Frau von Sándor Radó, und nach ihrem Tod bei Vilma Kovács. Seine Frau Alice Czinner war ebenfalls psychoanalytisch ausgebildet, sie hatten drei Kinder. Seit 1925 wirkte er in der Ungarischen Psychoanalytischen Vereinigung (Magyar Pszichoanalitikus Egyesület) und war von 1936 bis 1945 ihr Vizepräsident. Nach Kriegsende wurde die Ungarische Psychoanalytische Gesellschaft von István Hollós und Imre Hermann wieder aufgebaut und Hermann wurde ihr Präsident. Sie stand aber nicht nur in die Kritik der Schulmedizin, sondern auch der ungarischen Stalinisten. Hermann lehrte an der Budapester Universität, bis die Psychoanalyse von der kommunistischen Doktrin verdrängt wurde, einer seiner Schüler war Róbert Bak. Hermann konnte nurmehr als Arzt bei Versicherungen arbeiten, seine Privatpraxis war stark eingeschränkt.
Hermann schrieb zehn Bücher und über einhundert Zeitschriftenbeiträge, teils auf Ungarisch, teils auf Deutsch. Ein Schwerpunkt seiner Arbeit war die Mutter-Kind-Beziehung in dem was er Anklammerungstrieb des Kindes nannte. Seine 1945 veröffentlichte Biografie über den Mathematiker János Bolyai zeigte sein Interesse an der Verbindung von mathematischen und experimentellen Methoden und der Psychoanalyse.

## Schriften (Auswahl)
- Bevezetés a pszichoanalízis gondolatkörébe. Budapest, 1923
- Pszichoanalízis és logika. Budapest, 1924
  - Psychoanalyse und Logik : Individuell-logische Untersuchungen aus der psychoanalytischen Praxis. Wien : Internationaler Psychoanalytischer Verlag, 1924
- Gustav Theodor Fechner : Eine psychoanalytische Studie über individuelle Bedingtheiten wissenschaftlicher Ideen. Wien : Internationaler Psychoanalytischer Verlag, 1926
- Az én és gondolkodás. Budapest, 1929
- Das Ich und das Denken : Eine psychoanalytische Studie. In: Imago, Wien : Internationaler Psychoanalytischer Verlag, 1929
- A pszichoanalízis, mint módszer. Budapest, 1933. Neuausgabe 1988
  - Die Psychoanalyse als Methode. Wien : Internationaler Psychoanalytischer Verlag, 1934
  - Die Psychoanalyse als Methode. Neuausgabe. Mit einem Geleitwort von Heinrich Meng. Köln ; Opladen : Westdt. Verlag, 1963
- Sich-Anklammern – Auf-Suche-Gehen, in: Internationale Zeitschrift für Psychoanalyse, 1936 Bd. 22, Heft 3, S. 349–370
- Studien zur Denkpsychologie. Abhängigkeiten des Denkens. Loslösungs-Theorie. 1940.
- Az ember ősi ösztönei. Budapest, 1943 [Die primitiven Instinkte des Menschen]
- Az antiszemitizmus lélektana. Budapest, 1945
  - Psychologie de l'antisémitisme ; suivi de La préférence pour les marges en tant que processus primaire. Paris : Editions de l'Éclat, 1986
- Bolyai János: Egy gondolat születésének lélektana. Budapest, 1945
- Az első tíz év. A gyermek lelki élete magyar írók, művészek és tudósok életrajzában. Budapest, 1959